# 金山城 (伊予国)
金山城（かなやまじょう）は、愛媛県宇和島市三間町戸雁・成家にあった日本の城（山城）。

## 概要
伊予宮野下駅の北方1キロメートルほどに位置し、城地は南北に細長かった。城主は今城氏だったが、天正年間に長宗我部氏に攻められ城主の今城兵庫頭は敗死した。